# Cernomoreț
Cernomoreț (în bulgară Черноморец) este un oraș în comuna Sozopol, regiunea Burgas,  Bulgaria. 

## Demografie
Componența etnică a orașului Cernomoreț
     Bulgari (89,89%)
     Nicio identificare (7,04%)
     Altele (3,3%)
La recensământul din 2011, populația orașului Cernomoreț era de 2.059 locuitori. Din punct de vedere etnic, majoritatea locuitorilor (89,89%) erau bulgari. Pentru 7,04% din locuitori nu este cunoscută apartenența etnică.